# Irma Capece Minutolo

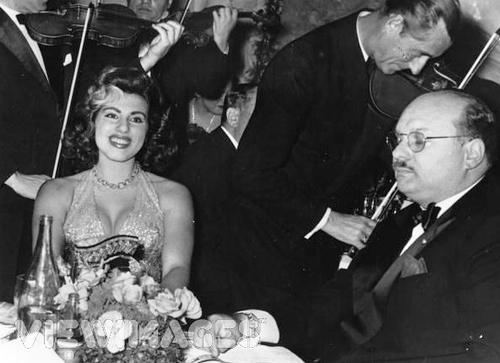
Irma Capece Minutolo mit dem ehemaligen König von Ägypten und des Sudan Faruq in Neapel, 1959

Irma Capece Minutolo (* 6. August 1935 in Neapel; † 7. Juni 2023 in Rom) war eine italienische Opernsängerin (Sopran) und Filmschauspielerin.

## Leben
Die Familie Capece stammte aus Maglie.
Irma Capece Minutolo war Interpretin von Werken von Verdi, Puccini und Leoncavallo am Teatro alla Scala und wurde mit dem Maria Callas Preis ausgezeichnet. Zu ihren Engagements gehörte ein Auftritt bei Faruq.

## Filmografie
- 1953: Napoletani a Milano
- 1954: Siamo Ricchi e Poveri
- 1988: Il giovane Toscanini
- 1992: Mutande Pazze
- 1992: Boom
- 1999: La Clonazione
- 2000: Fantozzi